# الجائزة الكبرى للرواية من الأكاديمية الفرنسية
الجائزة الكبرى للرواية من الأكادمية الفرنسية هي جائزة أدبية فرنسية أنشأت عام 1918، و تعطى كل عام من طرف أكاديمية اللغة الفرنسية. جنبا إلى جنب مع جائزة غونكور، هي واحدة من أقدم الجوائز و أكثرها هيبة في فرنسا. أعطت الأكادمية الفرنسية أكثر من 60 جائزة أدبية كل عام.